# Кљајићевачки пут (Сомбор)
| Улица Књајићевачки пут | Улица Књајићевачки пут |
| ---------------------- | ---------------------- |
|                        |                        |
| Почетак                | Улица Филипа Кљајића   |
| Крај                   | улазак у Кљајићево     |
| Дужина                 | око 6000 m             |
| Ширина                 | 16 до 17 m             |
| Створена               |                        |
| Названа                |                        |
|                        |                        |
| Поглед на улицу        |                        |

Улица Кљајићевачки пут  је једна од прилазних градских улица Сомбора, седишту Западнобачког управног округа. Протеже се правцем који повезује Улицу Филипа Кљајића, а завршетак јој је пред улазак у насељено место Кљајићево. Дужина улице је око 6000 м. 

## Име улице
Улица Кљајићевачки пут је прилазна градске улица називана према правцу у коме води или из ког долази – овог пута из насељеног места Кљајићево.

## Суседне улице
- Улица Филипа Кљајића
- Улица Нова
- Улица Мала Босна
- Ленијски пут
- Леније

## Кљајићевачким путем
Улица Књајићевачки пут је улица у којој се налази неколико продајних објеката, фирми, као и стамбених кућа. 

### Значајније институције у улици[1]
- Регионални логистичко-оперативни центар City Express
- Forma Ideale - салон намештаја Сомбор
- Conforma - кућни декор
- Одгајивачница златних ретривера Bear of Gold, на броју 19